# Beludżowie

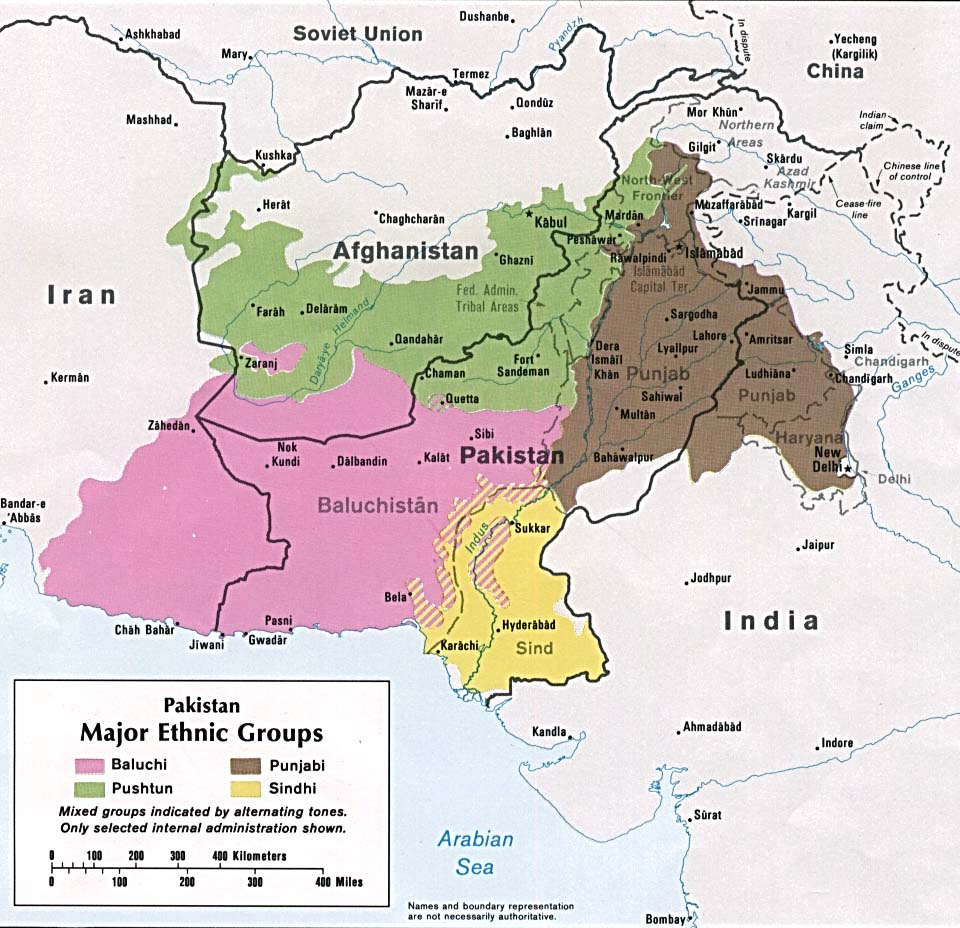
Główne grupy etniczne w Pakistanie i w okolicznych terenach w 1980 roku; obszar zamieszkany przez Beludżów zaznaczony na różowo.

Beludżowie – lud indoeuropejski pochodzenia irańskiego. Zamieszkują Pakistan, Iran, południowy Afganistan, Oman, Turkmenistan i Tadżykistan. Są narodem bez własnej państwowości, zamieszkują historyczny region zwany Beludżystanem. Posługują się językiem beludżi, wyznają islam sunnicki.  

## Historia
W VII w. zostali wyparci przez Arabów z pierwotnych siedzib położonych nad Morzem Kaspijskim. W 971–972 roku pokonał ich Adud al-Dawla z arabskiej dynastii Bujidów. W XVI w. Beludżowie utworzyli kilka feudalnych księstw. W XVII wieku plemienny przywódca Mir Hasan dał się poznać jako pierwszy „chan Beludżów”. Jego następcą od 1666 roku był Ahmad I, który założył Chanat Kalat, który wszedł w 1839 roku w skład Indii Brytyjskich, a później od 1948 roku w skład Pakistanu utrzymując do 1955 roku autonomię. Pozostałe terytoria zajmowane przez Beludżów weszły w skład Iranu. W 1958 wybuchło krótkotrwałe powstanie mające na celu odzyskanie przez Chanat Kalat odebranej autonomii. 

## Kultura
Beludżowie zajmują się głównie półosiadłym lub osiadłym pasterstwem (wielbłądy, owce, kozy), częściowo także uprawą zbóż. Lud ten ma bogate tradycje rzemieślnicze, przede wszystkim haftu i wyrobu dywanów. Dywany te słyną w całym świecie.
System plemienny oparty na więzi terytorialnej jest skomplikowany. Dziedziczni wodzowie kierują plemionami, złożonymi z podplemion i rodów. Na przestrzeni wieków styl życia Beludżów zmienił się w niewielkim stopniu. Tradycje i obyczaje dzielą ze spokrewnionym ludem Pasztunów zamieszkujących Afganistan.